# Tat'jana Nikolaevna Baramzina
Tat'jana Nikolaevna Baramzina (in russo Татьяна Николаевна Барамзина?; Glazov, 19 dicembre 1919 – Smaljavičy, 5 luglio 1944) è stata una militare sovietica, tiratrice scelta nella seconda guerra mondiale.

## Biografia
Nata nella città di Glazov, Baramzina si diplomò allo Glazov State Pedagogical Institute e passò due anni come insegnante in un asilo a Kachkashur. Nel 1940 venne arruolata e, quando ebbe inizio l'invasione tedesca dell'Unione Sovietica, seguì corsi di infermieristica, mentre veniva addestrata a diventare una tiratrice scelta. Nel giugno 1943 venne inviata alla scuola di addestramento femminile per tiratori scelti fuori Mosca e, al completamento del corso, nell'aprile 1944, venne inviata al 3º fronte bielorusso. Inquadrata nel 3º battaglione del 252º reggimento fucilieri (70ª divisione fucilieri, 33ª armata), nei primi tre mesi uccise almeno 16 soldati nemici.
Il 5 luglio 1944 il battaglione di Baramzina fu paracadutato dietro le linee nemiche per tentare di bloccare il ritiro delle forze tedesche, occupando il villaggio di Pekalin a Smaljavičy. Il battaglione subì forti perdite e, dopo aver ucciso venti soldati nemici, Baramzina dovette occuparsi dei feriti, in virtù delle sue conoscenze mediche. La trincea utilizzata per ospitare i soldati sovietici feriti venne conquistata dalle forze tedesche e, ferita dal fuoco di artiglieria, Baramzina fu catturata e torturata per poterne ricavare informazioni. Dopo che le erano stati cavati gli occhi, Baramzina venne uccisa sparandole a bruciapelo con un fucile anticarro.

## Riconoscimenti alla memoria
Oltre ad un monumento nel parco di Glazov, venne intitolata in suo onore la strada Proletarskaja dov'era cresciuta, assieme ad altre strade a Minsk, Iževsk e davanti alla scuola di addestramento per tiratori scelti a Podol'sk.